# David Chilton Phillips
Pour les articles homonymes, voir David Phillips et Phillips.
David Chilton Phillips (7 mars 1924 - 23 février 1999)  est un biologiste structural britannique pionnier et une figure influente de la science et du gouvernement.

## Formation et carrière
David est le fils de Charles Harry Phillips, un maître tailleur et prédicateur méthodiste, et de sa femme, Edith Harriet Finney, une sage-femme . Le père de sa mère est Samuel Finney, mineur de charbon, responsable syndical et député .
Il est né à Ellesmere, dans le Shropshire, ce qui lui vaut son titre de baron Phillips d'Ellesmere. Il fait ses études à l'Oswestry High School for Boys, puis à l'University College of South Wales et à Monmouth, où il étudie la physique, l'électrotechnique et les mathématiques. Ses études sont interrompues entre 1944 et 1947 pour servir dans la Royal Navy en tant qu'officier radar sur le HMS Illustrious. Il revient à Cardiff pour terminer ses études (BSc en 1948) puis entreprend des études de troisième cycle avec Arthur Wilson (cristallographe). Il obtient son doctorat (PhD) en 1951. Après une période postdoctorale au Conseil national de recherches à Ottawa (1951-1955), il rejoint l'Institution royale. En 1966, il devient professeur de biophysique moléculaire au département de zoologie de l'Université d'Oxford où il reste jusqu'à sa retraite en 1990. Pendant ce temps, il devient membre de la Royal Society, puis son secrétaire pour la biologie de 1976 à 1983.
Phillips est nommé chevalier dans les honneurs de l'anniversaire de 1979, investi en tant que chevalier commandeur de l'Ordre de l'Empire britannique (KBE) lors des honneurs du nouvel an de 1989, et créé pair à vie en tant que baron Phillips d'Ellesmere, d'Ellesmere dans le comté de Shropshire le 14 juillet 1994. À la Chambre des lords, il préside le comité restreint sur la science et la technologie et on lui attribue le mérite d'avoir mis le Parlement sur le World Wide Web. En 1994, il reçoit un diplôme honorifique (docteur en sciences) de l'Université de Bath.
En 1980, il est invité à donner une série de conférences de Noël de la Royal Institution sur la poule, l'œuf et les molécules.
Lord Phillips est décédé d'un cancer le 23 février 1999.

## Recherches
Phillips dirige l'équipe qui détermine en détail atomique la structure de l'enzyme lysozyme, ce qu'il fait dans les laboratoires de recherche Davy Faraday de la Royal Institution de Londres en 1965. Le lysozyme, qui a été découvert en 1922 par Alexander Fleming  se trouve dans les gouttes de larmes, le mucus nasal, les sécrétions gastriques et le blanc d'œuf. Le lysozyme présente une certaine activité antibactérienne, de sorte que la découverte de sa structure et de son mode d'action est un objectif scientifique clé. David Phillips détermine la structure du lysozyme et explique également le mécanisme de son action dans la destruction de certaines bactéries par une brillante application de la technique de cristallographie aux rayons X, technique à laquelle il a été initié en tant que doctorant à l'Université de Cardiff, et auquel il apporte ensuite d'importantes contributions instrumentales.